# بوهی
بوهی (به چکی: Bohy) یک منطقهٔ مسکونی در جمهوری چک است که در ناحیه پلزن-شمالی واقع شده‌است. بوهی ۶٫۹۳ کیلومتر مربع مساحت دارد ۳۶۸ متر بالاتر از سطح دریا واقع شده‌است.